# 12318 Kästner
12318 Kästner eller 1992 HD7 är en asteroid i huvudbältet som upptäcktes den 30 april 1992 av den tyske astronomen Freimut Börngen vid Tautenburg-observatoriet. Den är uppkallad efter den tyske författaren Erich Kästner.